# St. Anna (Eichenhausen)

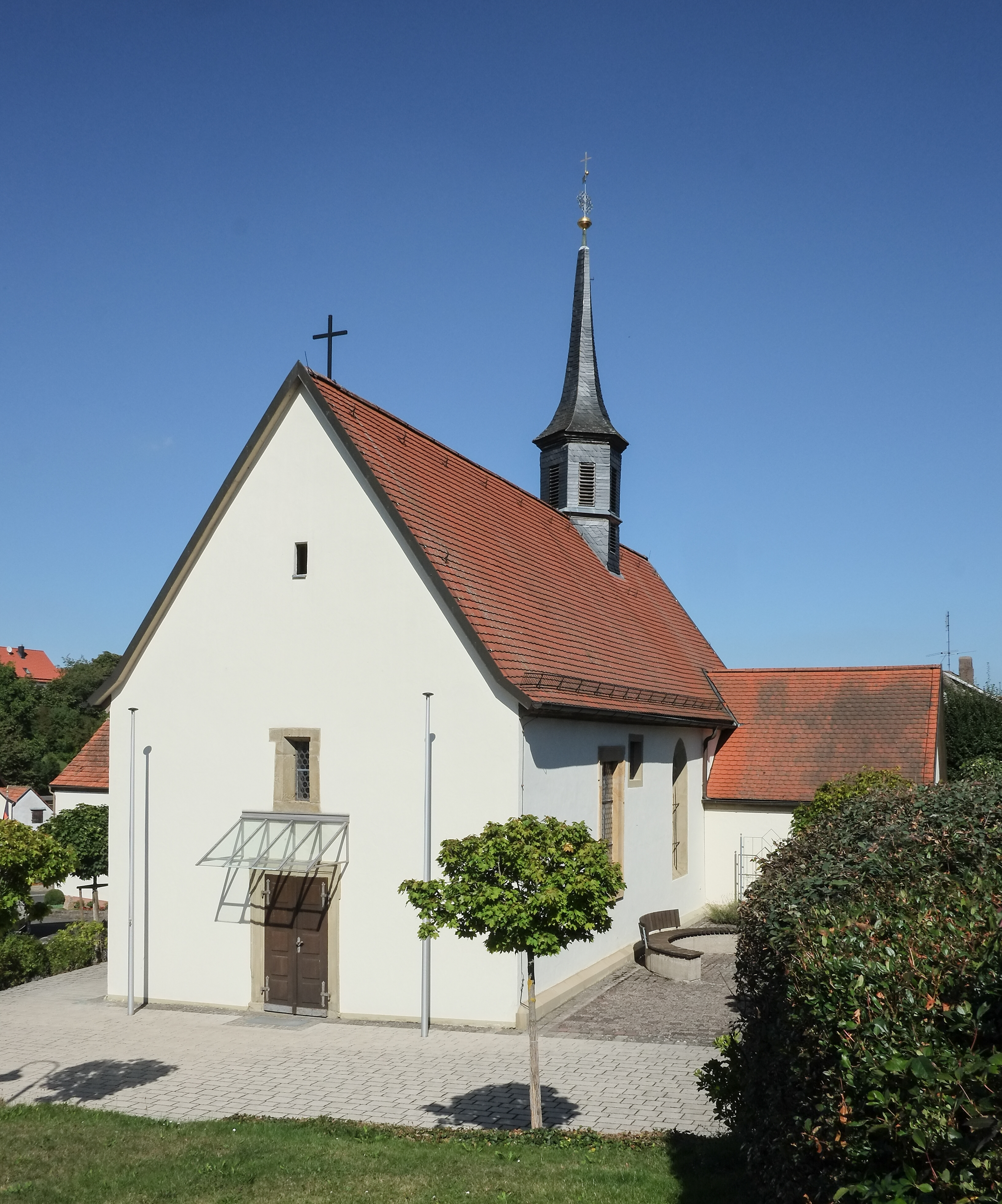
St. Anna (Eichenhausen)

Die römisch-katholische Pfarrkirche St. Anna ist ein Kirchengebäude, das in Eichenhausen steht, einem Gemeindeteil von Wülfershausen an der Saale im unterfränkischen Landkreis Rhön-Grabfeld in Bayern. Es ist ein denkmalgeschütztes, nachgotisches Bauwerk. Die Pfarrei gehört zur Pfarreiengemeinschaft Um den Findelberg im Dekanat Bad Neustadt des Bistums Würzburg.

## Beschreibung
Im Jahre 1509 erließ Lorenz von Bibra einen Ablassbrief zum Zweck der Erbauung der Kirche. Die Saalkirche wurde dann Ende des 16. Jahrhunderts erbaut. Das Langhaus und der gleichbreite, gerade geschlossene Chor sind mit einem gemeinsamen Satteldach bedeckt, aus dem sich zwischen beiden Gebäudeteilen seit 1613 ein sechseckiger, schiefergedeckter Dachreiter erhebt, der hinter den Klangarkaden den Glockenstuhl beherbergt, und auf dem ein hohes, spitzes Zeltdach sitzt.